# Nacio Herb Brown
Nacio Herb Brown (Deming, Novi Meksiko, 22. veljače 1896. – San Francisco, 28. studenoga 1964.) američki skladatelj.

## Životopis
Brownovo djelovanje u holivudskim se krugovima povezuje s tekstopiscem Arthurom Freedom. Tek ga veliko postignuće prvog filmskog mjuzikla Brodvejska melodija (engl. The Broadway Melody) nagrađenog Oscarom 1929. godine potiče na potpuno posvećivanje toj suradnji. Nakon desetljeća stvaranja glazbenih standarda, povukao se u mirovinu.

### Stilske karakteristike
Brownov opus čine isključivo popularne pjesme. Uz harmonijsku jednostavnost modulacija i jednostavnu formu karakterizira ih učestalost pojava oktavnog skoka poput onoga u pjesmi "Singin' in the Rain". Kao svojevrstan glazbeni eksperiment ističe se kromatikom bogata pjesma "You Stepped out of a Dream", nastala u suradnji s Gusom Kahnom.

## Popis djela (izbor)
- 1929. Brodvejska melodija - "The Broadway Melody", "You Were Meant for Me", "The Wedding of the Painted Doll"
- 1929. Holivudska revija 1929. - "Singin' in the Rain"
- 1930. Lord Byron of Hollywood - "Should I?"
- 1934. Sadie McKee - "All I do is Dream of You", "Temptation"
- 1936. Brodvejska melodija 1936. - "You are My Lucky Star", "I've Got a Feelin' You're Foolin'"
- 1939. Djeca pod oružjem - "Good Morning", "Broadway Rhythm"
- 1952. Pjevajmo na kiši - "Make 'Em Laugh"

## Vanjske poveznice
- IMDb: Nacio Herb Brown (engl.)
- IBDB: Nacio Herb Brown (engl.)
- Songwriters Hall of Fame: Nacio Herb Brown  Arhivirana inačica izvorne stranice od 11. kolovoza 2014. (Wayback Machine) (engl.)